# Aalatettix longipulvillus
Aalatettix longipulvillus là một loài côn trùng thuộc họ Tetrigidae. Loài này được tìm thấy ở Trung Quốc.